# Горголь
Горголь (Куркул; араб. كركول, фр. Gorgol) — область на півдні Мавританії.
- Адміністративний центр - місто Каеді.
- Площа - 13 600 км², населення - 248 980 осіб (2000 рік).

## Географія
На північному заході межує з областю Бракна, на північному сході з областю Асаба, на південному сході з областю Кудимага, на південному заході з Сенегал ом по річці Сенегал.

## Адміністративно-територіальний поділ

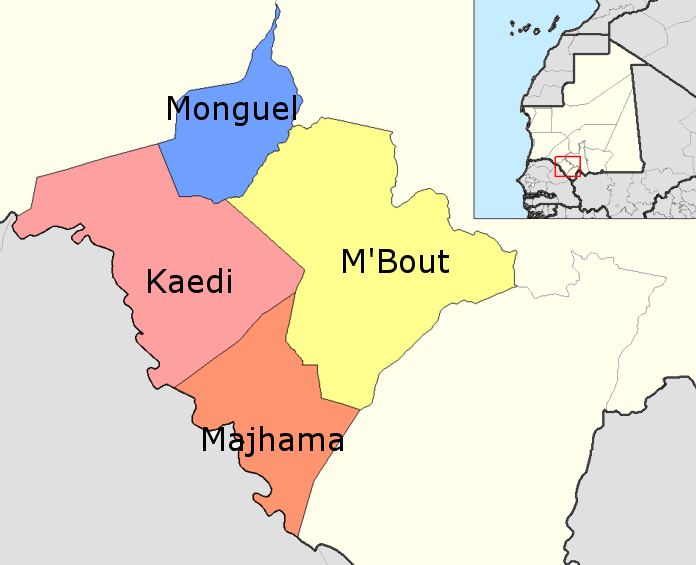
Департаменти області

Область ділиться на 4 департаменти:
- Каеді (Kaedi)
- Мбут (M'Bout)
- Магама (Maghama)
- Монгель (Monguel)